# C-base

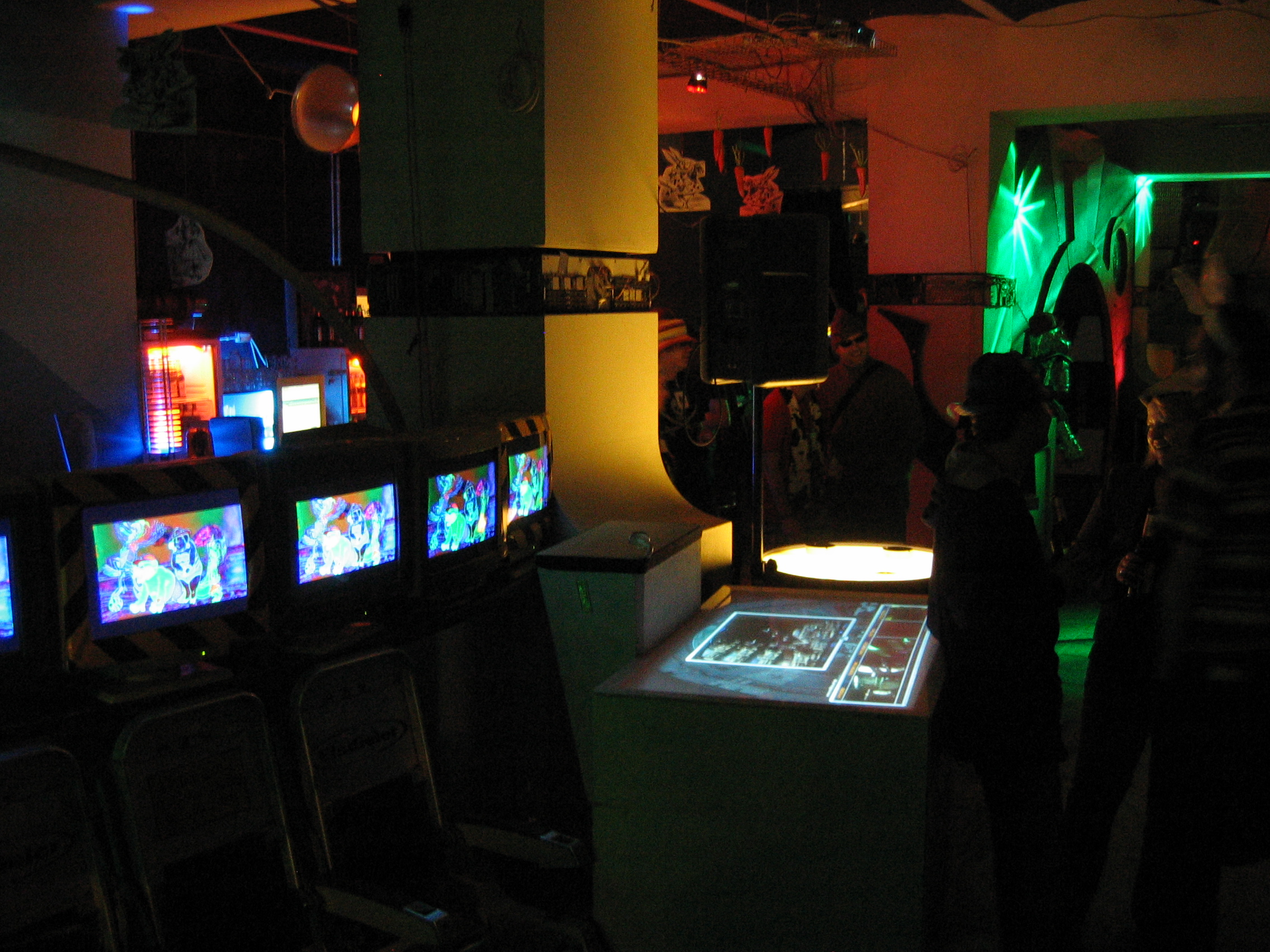
Interior de c-base.

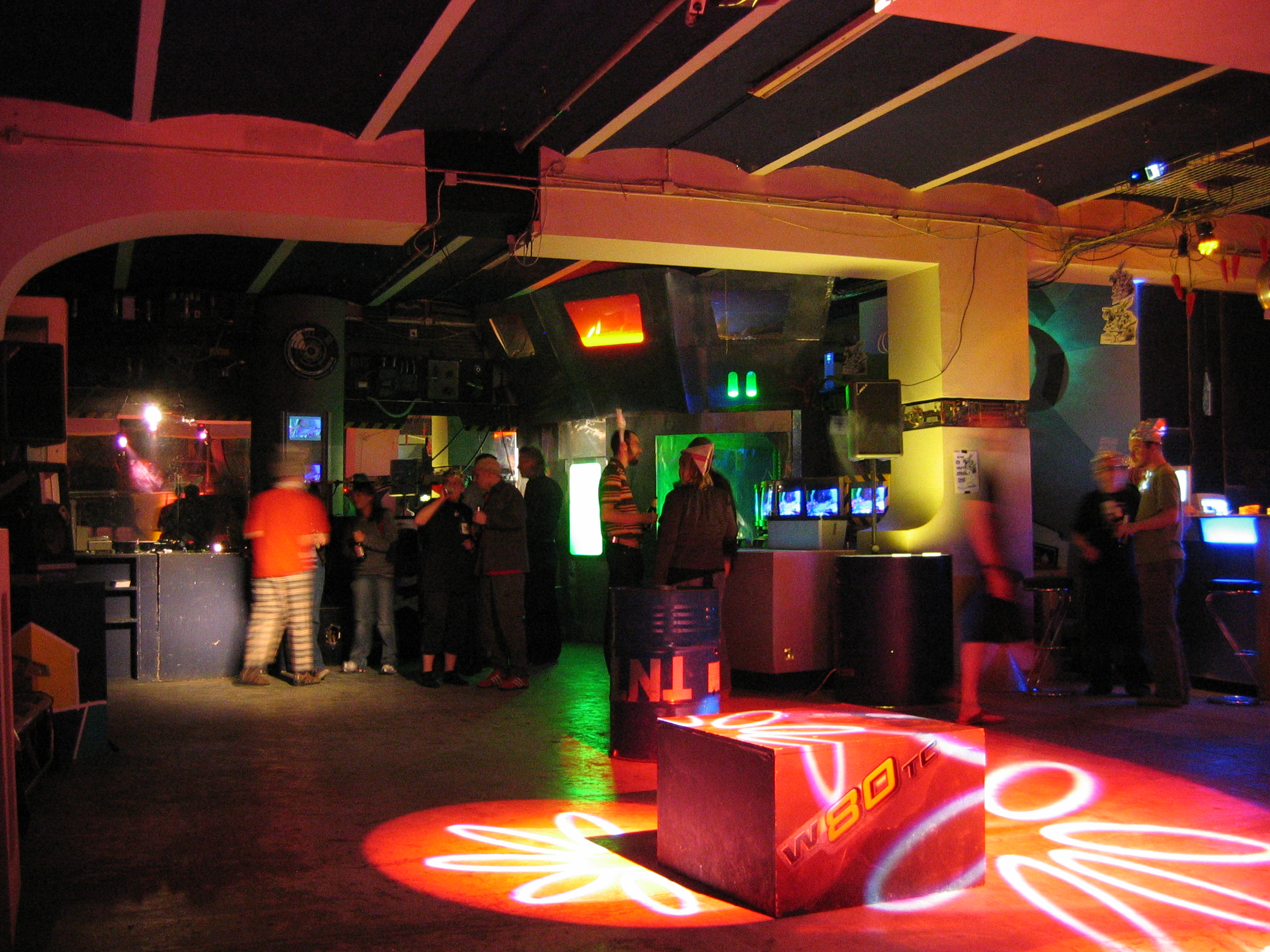
Interior de c-base.

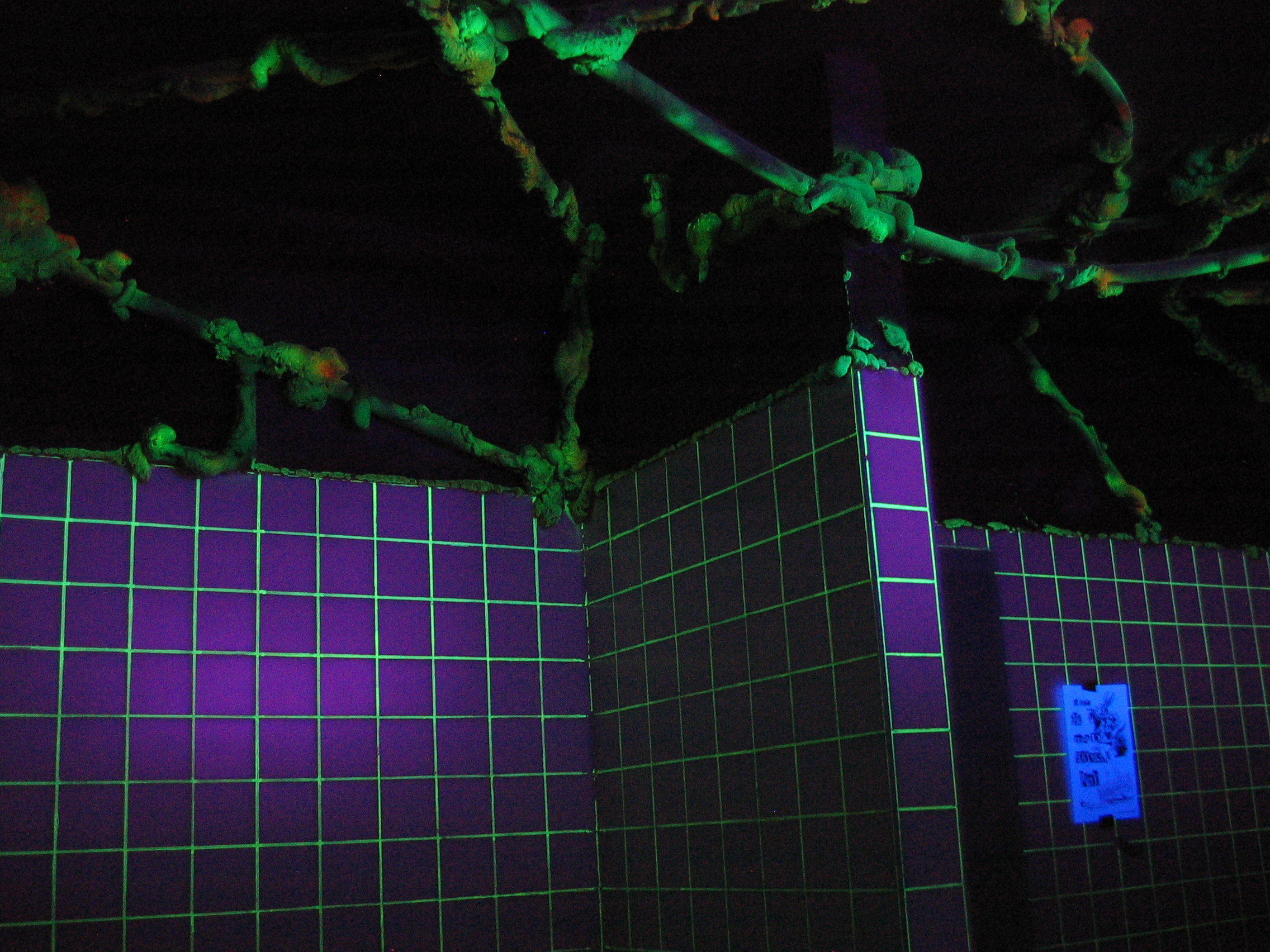
Interior de c-base.

c-base e.V. es una asociación sin ánimo de lucro de Berlín, Alemania que posee cerca de 550 miembros. La asociación tiene el propósito de incrementar el conocimiento de software, hardware y redes de datos. c-base es conocida por desarrollar numerosas iniciativas en sus salas de reuniones, por ejemplo, la comunidad inalámbrica "freifunk.net", el Chaos Computer Club y una tertulia de los usuarios de Wikipedia. Los locales y sitios de reunión se encuentran a disposición de aquellos grupos que se identifiquen con los objetivos de c-base. Las actividades de la Asociación son múltiples: por lo tanto miembros de c-base han realizado actividades, por ejemplo, para los participantes de la fiesta mundial de la Infancia y para interesar a jóvenes en la robótica y el diseño 3D.
Una LAN inalámbrica se encuentra disponible para todos los invitados.

## Historia
En el otoño de 1995, se funda la c-base e.V. en Berlín, inicialmente con 17 miembros.
En los años 2002/03, se comenzó el proyecto „BerlinBackbone“ con el destino de convertir a Berlín en una sociedad libre, de acceso público a Internet a través de Free Radio Network (libre de las redes inalámbricas).
A partir del 2003, el c-base organizó cada semana una sesión de música, llamada „Cosmic Open Stage“, donde participan músicos conocidos y desconocidos ejecutando su repertorio e improvisando. En el ámbito cultural a partir del año 2004 c-base se ha convertido en un punto de encuentro para festivales de arte y cultura.

## Actividades
Los miembros de c-base pueden participar de las diferentes actividades, tales como campeonatos de un juego llamado Jugger- cuyas normas presuntamente se obtuvieron de la evaluación de archivos de c-beam, y también de Go. Una vez al año, en un evento llamado @c-terra se presenta un resumen de las actividades ofrecidas por c-base.
En los distintos recintos del club se desarrollan una variedad de diferentes eventos (fiestas, exposiciones, representaciones teatrales, actuaciones musicales, exposiciones de arte), como por ejemplo el Cosmic Open Stage. Por cierto, la "reconstrucción of artifactsof c-base de por delante. Para los clientes, hay un WLAN.

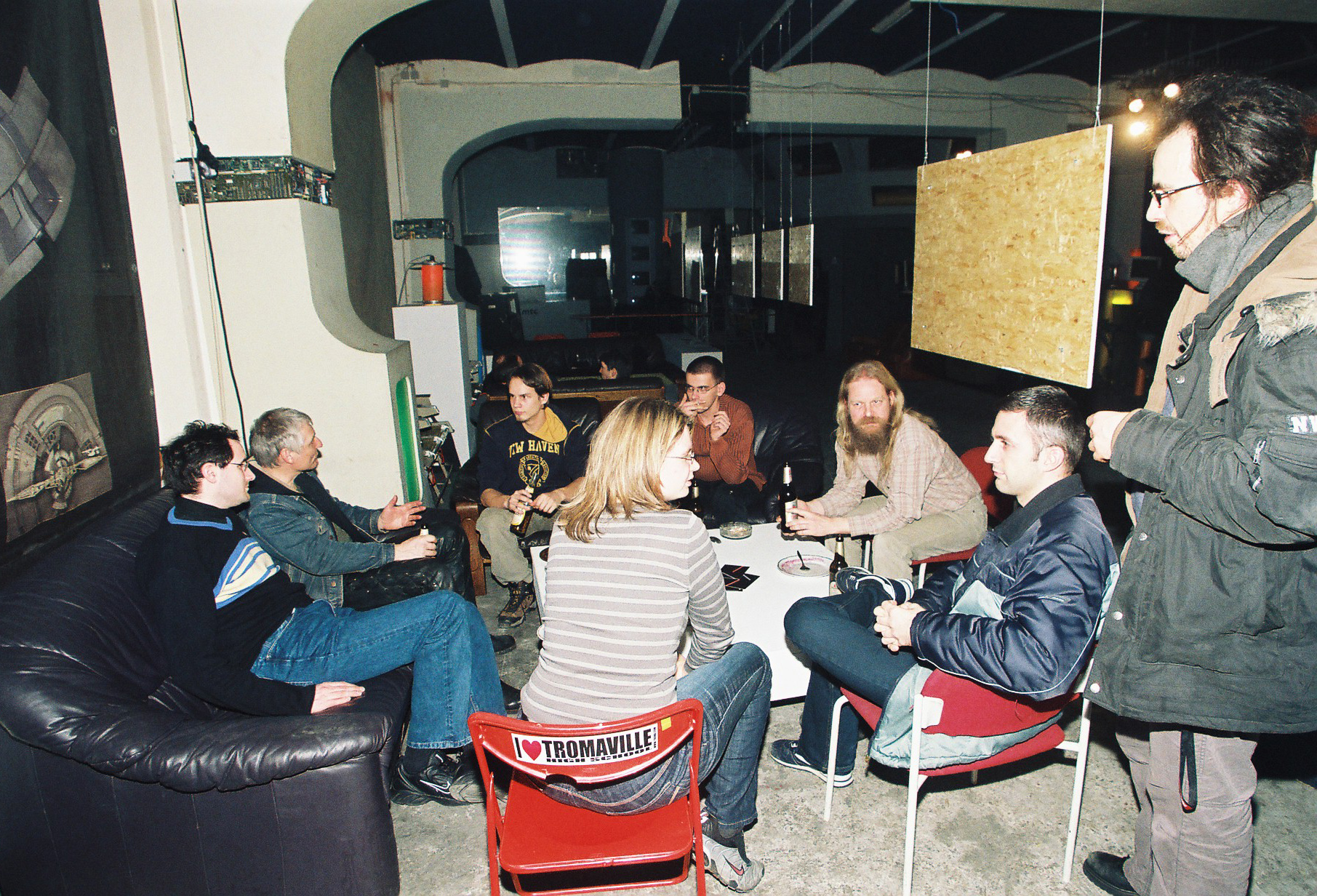
Reunión de usuarios de Wikipedia.

c-base es también sede desde hace algunos años de los eventos del Chaos Computer Club, tales como el Chaos Communication Congress y el Chaos Communication Camp, sobre todo en el contexto de la track Art & Beauty. Además, en el club se reúnen regularmente los usuarios de Wikipedia de Berlín. El 10 de septiembre de 2006 se celebró en los locales de la c-base la asamblea fundacional del Partido Pirata Alemania. Del 14 al 16 de septiembre de 2006 se desarrolló en Berlín, la cuarta edición de Wizards of OS, una conferencia internacional sobre el tema de software libre y conocimiento libre, la misma se organizó en colaboración con c-base e.V..

## Historia mítica de c-base

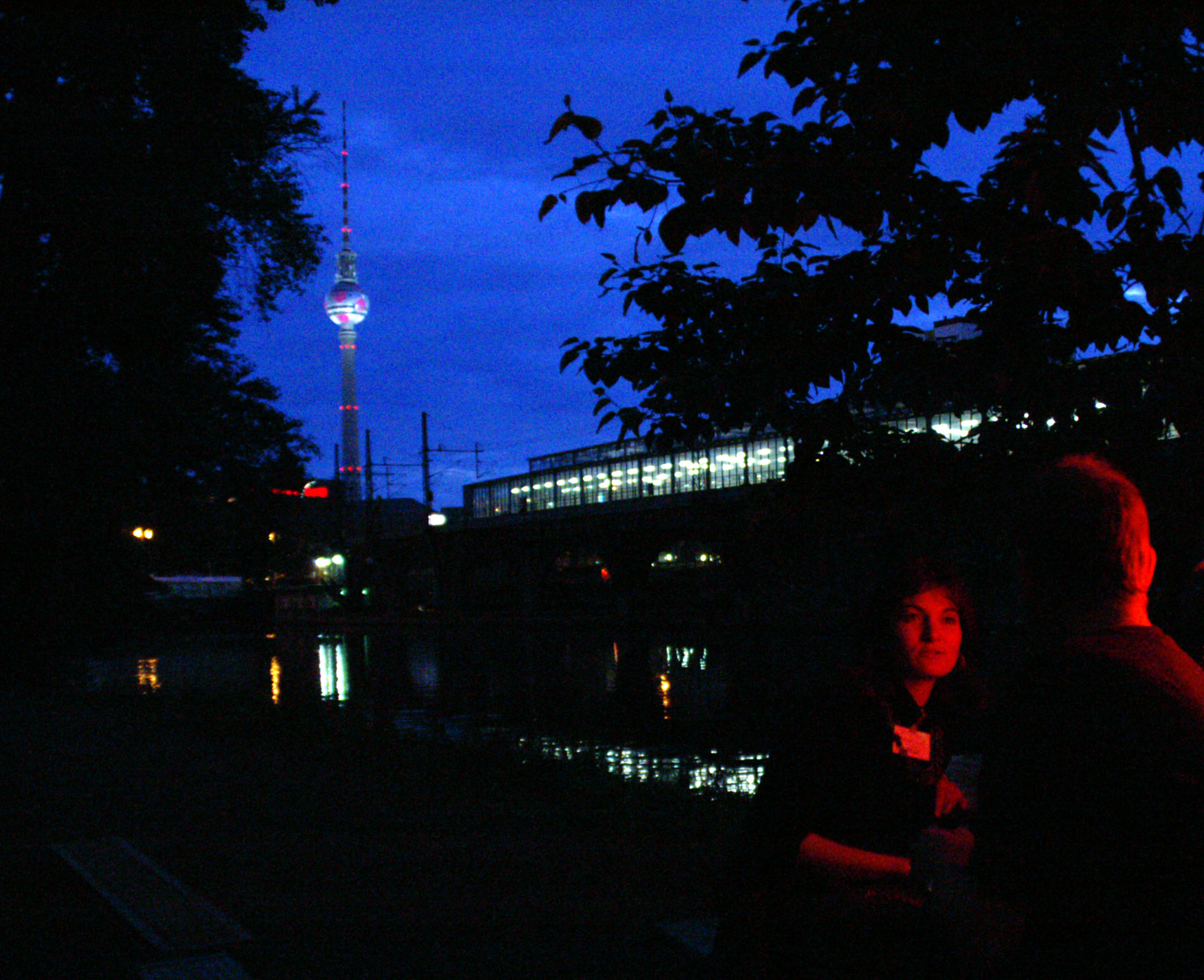
Frente de c-base sobre el río Spree.

Un mito acompaña la ubicación en la que se encuentra c-base. El mito dice que existen pedazos de una estación espacial destruida llamada „c-base“ que se encuentran dispersos por el centro de Berlín. La antena de esta estación espacial sería la Torre de televisión de Berlín que es una alta antena con una bola espejada cerca de su extremo superior que es un hito distintivo de la zona.

## Trivia
El 10 de septiembre de 2006, en salones de c-base se fundó la sección alemana del Partido Pirata.
El episodio 430, de la serie alemana de televisión „Tödliches Labyrinth“, Tatort fue filmado aquí.
Desde el 2004 la delegación local de Wikipedia se reúne regularmente en los salones de c-base.